# Saint-Loup-des-Vignes
Saint-Loup-des-Vignes ist eine französische Gemeinde mit 391 Einwohnern (Stand: 1. Januar 2022) im Département Loiret in der Region Centre-Val de Loire. Sie gehört zum Kanton Le Malesherbois und zum Arrondissement Pithiviers. Die Bewohner nennen sich die Lupériens.
Zu Saint-Loup-des-Vignes gehören neben der Hauptsiedlung auch die Weiler Rouge, Les Blottins, Les Montils, Le Martroy, Fontaine Galette und Arquemont.
Nachbargemeinden sind Montbarrois im Nordwesten, Beaune-la-Rolande im Norden, Juranville im Nordosten, Mézières-en-Gâtinais im Osten, Fréville-du-Gâtinais im Südosten, Bellegarde im Süden, Montliard im Südwesten und Boiscommun im Westen.

## Bevölkerungsentwicklung
| Jahr      | 1962 | 1968 | 1975 | 1982 | 1990 | 1999 | 2006 | 2018 |
| --------- | ---- | ---- | ---- | ---- | ---- | ---- | ---- | ---- |
| Einwohner | 383  | 331  | 286  | 360  | 382  | 408  | 436  | 397  |